# Коле Масерије (Изернија)
Коле Масерије је насеље у Италији у округу Изернија, региону Молизе.
Према процени из 2011. у насељу је живело 25 становника. Насеље се налази на надморској висини од 366 м.